# Palacio del Marqués de Dos Aguas
El palacio del Marqués de Dos Aguas se encuentra en el centro histórico de Valencia (España), entre las calles Poeta Querol (antigua plaza Villarrasa y María de Molina), calle de la Cultura (calle de la abadía de San Martín) y calle de San Andrés. 
El espacio en el que se ubica se cree que probablemente fuese en origen el terreno destinado a una necrópolis romana de los siglos I al III d. C., debido a los hallazgos en uno de sus patios el 9 de septiembre de 1743.
El edificio que hoy se puede visitar se encuentra destinado a albergar el museo Nacional de Cerámica y de las Artes Suntuarias González Martí resultado de una radical reforma llevada a cabo sobre la antigua casa solariega de estilo gótico propiedad de los Rabassa de Porallós, quienes adquirieron el título de marquesado de Dos Aguas en 1699 otorgado a la familia por Carlos II.

## Evolución durante los siglosXVIIIyXIX

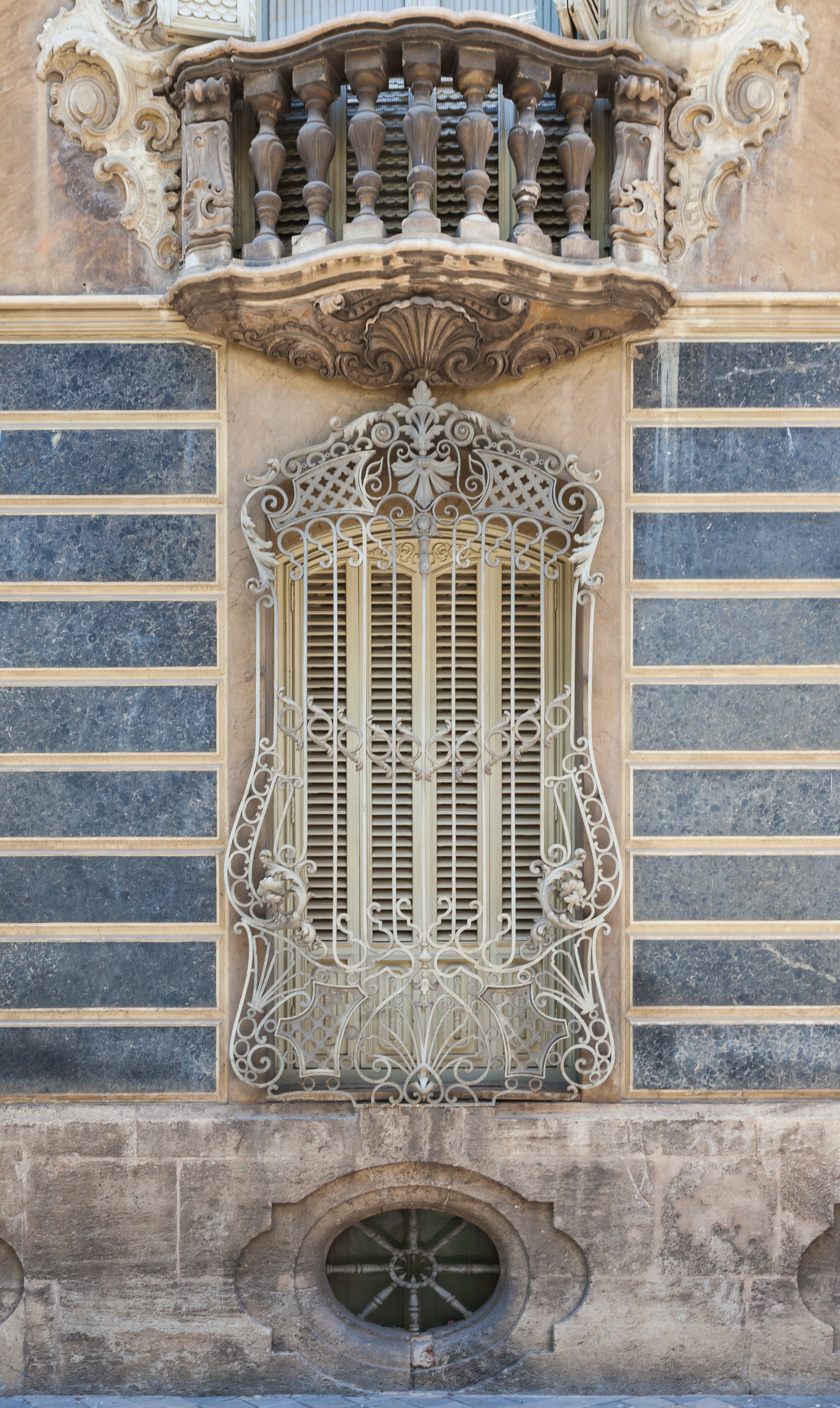
Detalle de una ventana

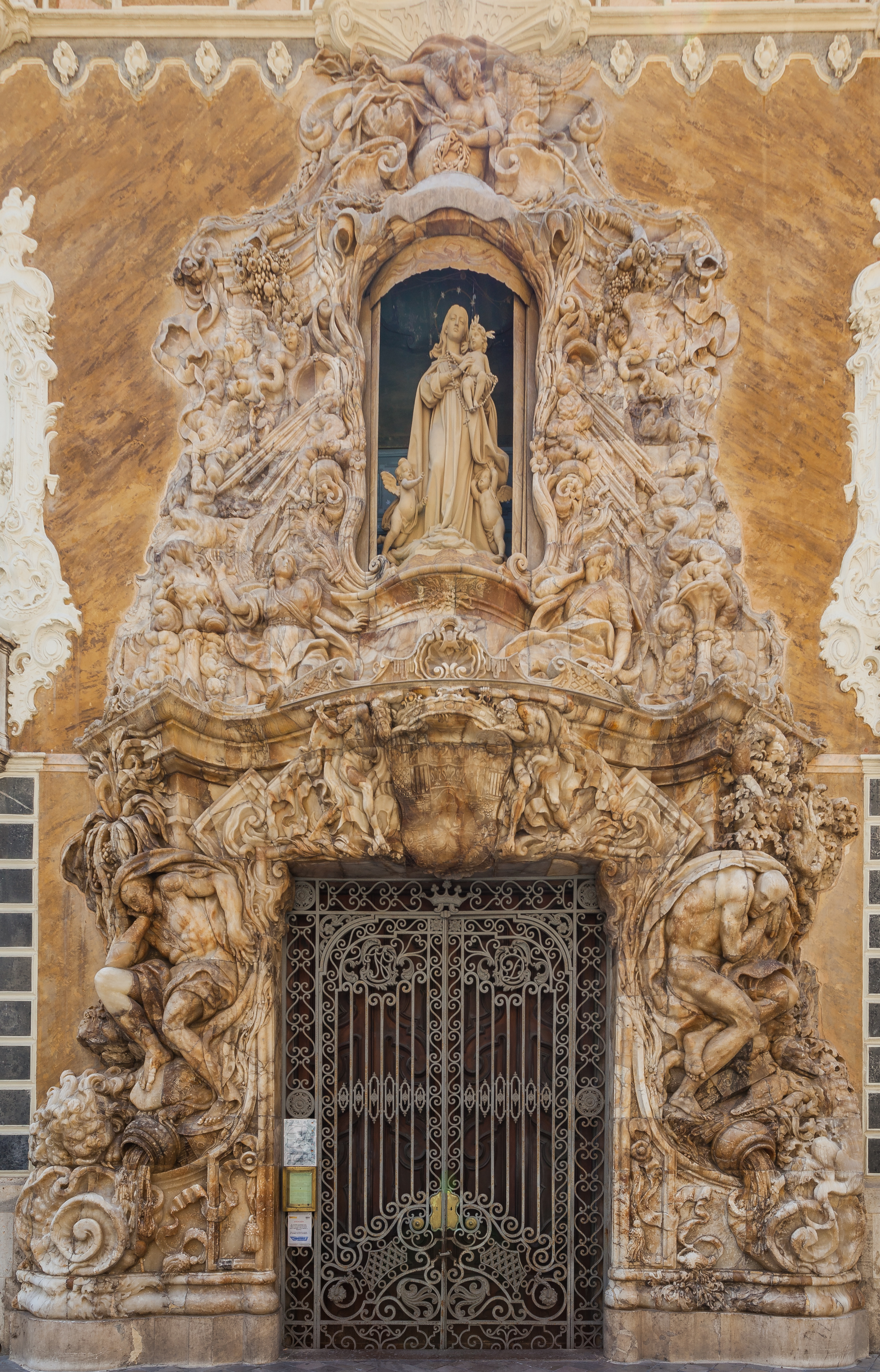
Entrada al edificio, portada de Ignacio Vergara.

Hacia 1740 Giner Rabassa de Perellós y Lanuza inicia la reforma en el palacio ofreciendo cierto grado de renovación en comparación con las anteriores realizadas, ya que incluye elementos ornamentales frente al carácter severo de la antigua casa solariega. Para esta modificación cuenta con la colaboración del pintor Hipólito Rovira, el escultor Ignacio Vergara y el adornista Luis Domingo, destacando especialmente la portada alabastrina, la vuelta de la escalera noble y la carroza de las Ninfas. 

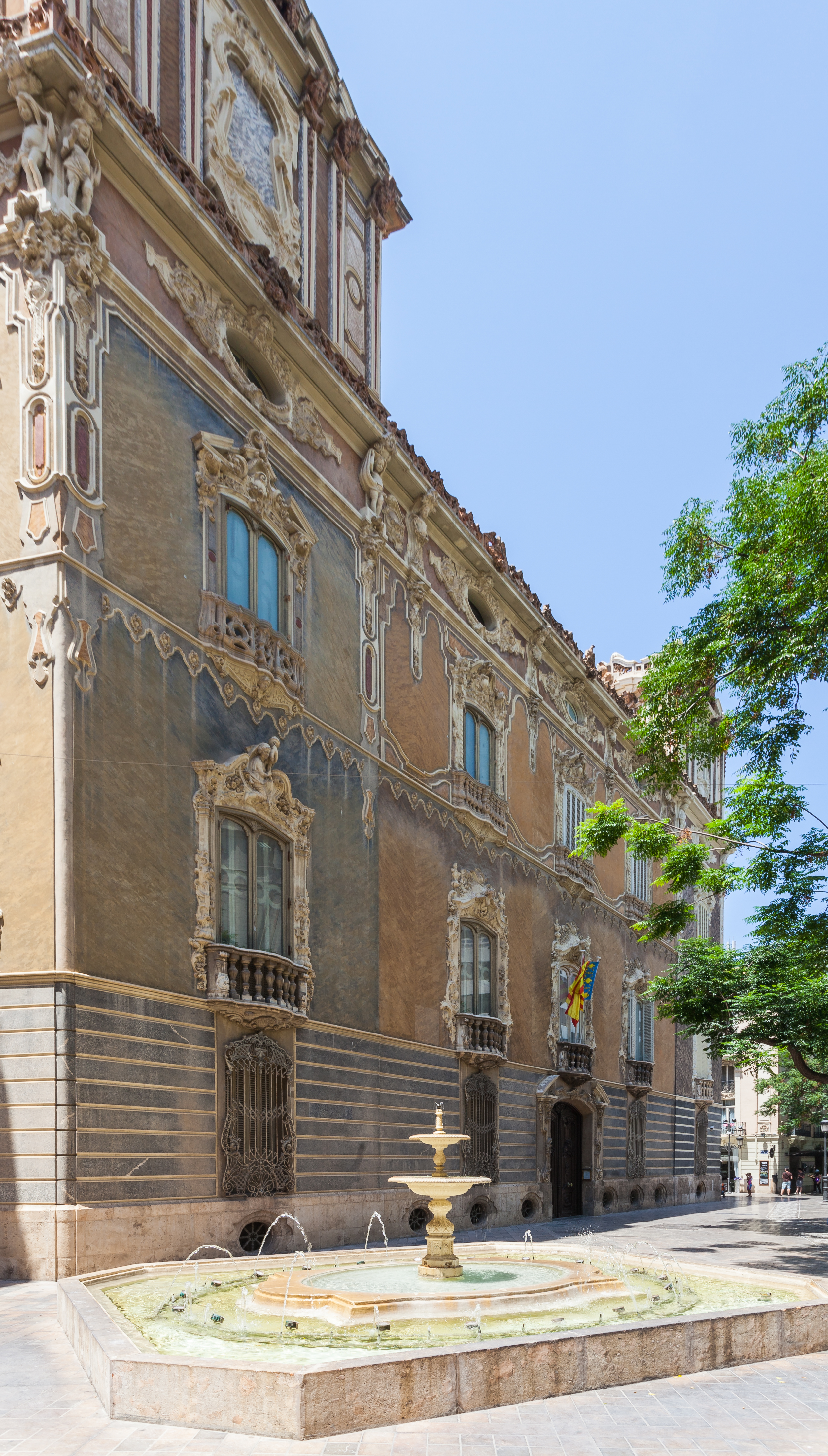
Plaza y fachada.

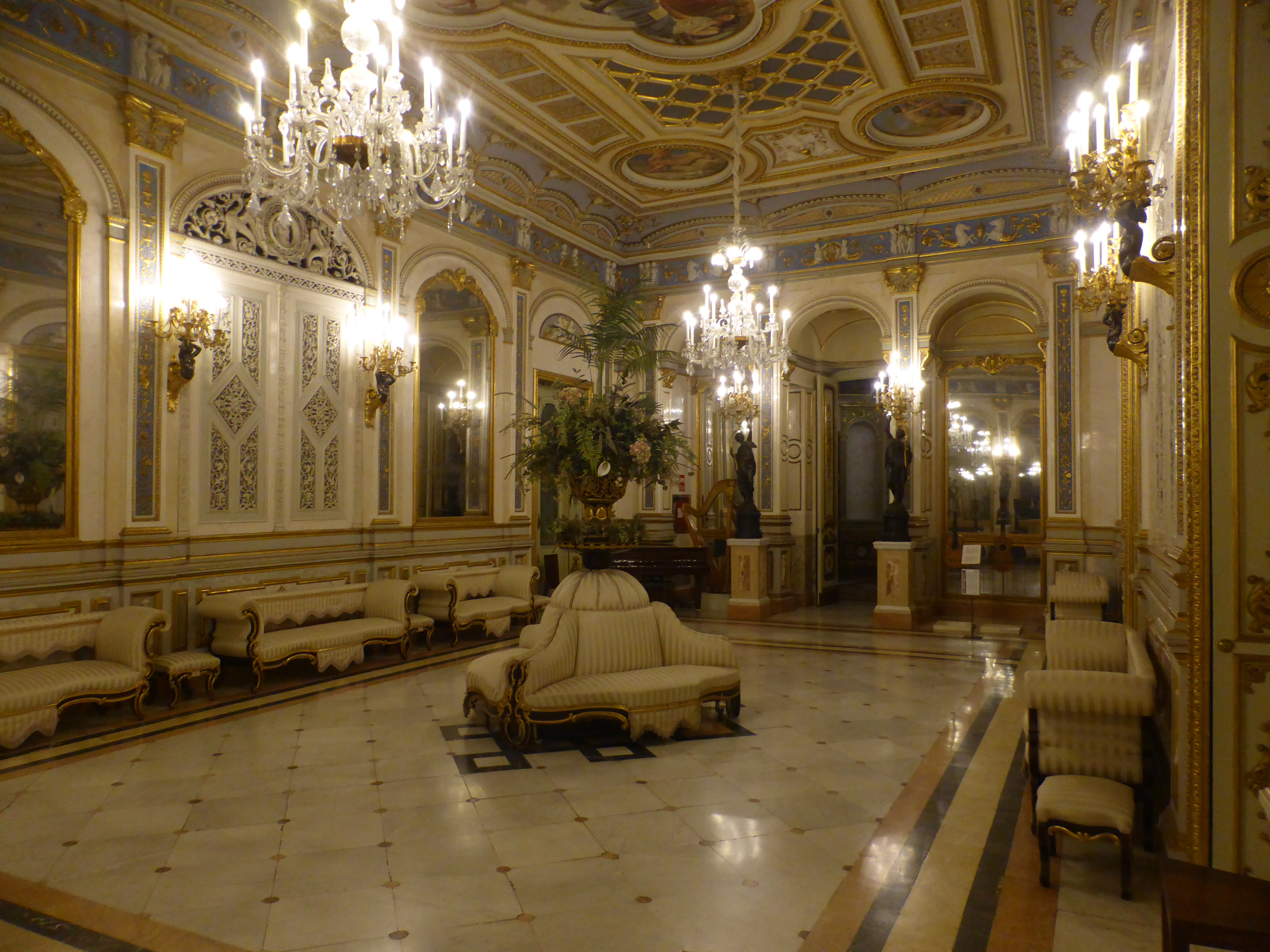
El salón de baile.

De planta cuadrangular irregular, organizado en torno a un patio y con torres en las esquinas, sus fachadas se alzan en dos alturas sobre el zócalo correspondiente al subsuelo y la planta baja; mientras que en un lateral se abre la puerta principal, realizada en alabastro procedente de las canteras de Niñerola en Picasent (provincia de Valencia) -del entonces señorío de los Dos Aguas- por Ignacio Vergara sobre el diseño de Hipólito Rovira. Está presidida por la imagen de la Virgen del Rosario, obra de Francisco Molinelli, incrustada en un nicho que permite su apertura con una puerta corredera convexa desde donde descienden dos caudales de agua en alusión al título de los marqueses, con dos atlantes a los lados que simbolizan sendos ríos, todo con un resultado decorativo de desbordante voluptuosidad. Los aspectos relacionados con la iconología e iconografía de esta portada monumental han sido muy discutidos y diversos, sobre los que se recomienda los artículos de Salvador Aldana y Santiago Sebastián.
En esa época toda la fachada estaba decorada con frescos de Rovira, pero entre 1853 y 1867, cuando poseía el título Vicente Dasí y Lluesma, el palacio sufrió una nueva remodelación, en la que desaparecieron las pinturas, que a la sazón estaban en mal estado debido a la humedad, y fueron sustituidas por estucos en tonos grises y rosas imitando mármoles. Además, se realizaron también los balcones de sabor francés con barandillas ondulantes en sustitución de los anteriores en hierro. La máxima remodelación se puede apreciar en la planta noble donde se reorganizaron las estancias en torno a los patios internos y convergiendo en la escalera principal del edificio

## Evolución durante elsigloXX
Declarado monumento histórico-artístico en 1941, el palacio fue comprado por el Estado en 1949 para ubicar la colección de cerámica donada por Manuel González Martí. Tras su rehabilitación, el museo se inauguró en 1954, y desde entonces se han sucedido numerosas intervenciones que comprenden la restauración del inmueble, mejoras en su infraestructura y la renovación de los espacios museológicos.
Durante los últimos años del siglo XX el Palacio fue restaurado, siguiendo el proyecto del arquitecto Ginés Sánchez Hevia, abriendo sus puertas al público, totalmente renovado, en 1998.